# خلفه‌لی (ایغدیر)
خلفه‌لی (به ترکی استانبولی: Halfeli، به کردی: Xelfelî‎) یک منطقهٔ مسکونی در ترکیه است که در ناحیه سورمالو واقع شده‌است. خلفه‌لی ۷٬۵۴۰ نفر جمعیت دارد و ۸۷۰ متر بالاتر از سطح دریا واقع شده‌است.